# Глисон, Джеки
Джеки Глисон (англ. Jackie Gleason; 26 февраля 1916—24 июня 1987) — американский комедийный актёр и музыкант. В 1964 году номинировался на премию «Золотой глобус» за лучшую мужскую роль в телевизионном сериале.

## Биография
Родился 26 февраля 1916 года в Бруклине в семье Герберта и Мэй Глисон (в девичестве Келли), выходцев из Ирландии. В декабре 1925 года отец бросил семью, и Джеки воспитывала мать, которая умерла в 1935 году. После ухода отца молодой Джеки присоединился к местной банде и перестал посещать школу, которую так и не окончил.
Некоторое время Глисон работал в транспортной компании. Затем он начал выступать в различных театрах в качестве конферансье, а также исполнять эпизодические роли. Семья его первой девушки предложила Джеки уехать из Нью-Йорка, но он остался в городе и поселился в гостиничном номере с другом, комиком одного из театров. Друг помог Глисону найти работу комика в Рединге, Пенсильвания, где его зарплаты едва хватало на поездки в Рединг и обратно и на жизнь.
Тем не менее, Глисону удалось сделать успешную карьера комика, сотрудничать со многими известными театрами и киностудиями, сниматься на телевидении, заниматься музыкальной деятельностью. В 1952—1958 годах на телеканале CBS выходило варьете-шоу актёра под названием «Шоу Джеки Глисона».
Глисон был трижды женат: на Женевьеве Налфорд (1936—1970), Беверли Маккиттрик (1970—1975) и Мэрилин Тейлор (1975—1987). От первой жены имел двоих детей — Джеральдину (род. 1940) и Линду (род. 1942).
Джеки Глисон выкуривал несколько пачек сигарет в день, что в конце концов привело к проблемам со здоровьем. Он умер от рака толстой кишки 24 июня 1987 года в своём доме во Флориде. Был похоронен на католическом кладбище Our Lady of Mercy в Майами.

## Фильмография
| Год       |    | Русское название                        | Оригинальное название                   | Роль                                |
| --------- | -- | --------------------------------------- | --------------------------------------- | ----------------------------------- |
| 1941      | ф  | —                                       | Navy Blues                              | Табби                               |
| 1941      | ф  | —                                       | Steel Against the Sky                   | Клифф                               |
| 1942      | ф  | На протяжении всей ночи                 | All Through the Night                   | Старчи                              |
| 1942      | ф  | —                                       | Lady Gangster                           | Уилсон                              |
| 1942      | ф  | —                                       | Tramp, Tramp, Tramp!                    | Хэнк                                |
| 1942      | ф  | Мошенничество и Ко                      | Larceny, Inc.                           | Хобарт                              |
| 1942      | ф  | Избежать преступления                   | Escape from Crime                       | Сумасброд Эванс                     |
| 1942      | ф  | Жёны оркестрантов                       | Orchestra Wives                         | Бен Бек                             |
| 1942      | ф  | Весна в скалистых горах                 | Springtime in the Rockies               | комиссар                            |
| 1949—1950 | с  | Жизнь семейства Райли                   | The Life of Riley                       | Честер Райли                        |
| 1950      | ф  | Ястреб пустыни                          | The Desert Hawk                         | Алладин                             |
| 1951      | с  | —                                       | Musical Comedy Time                     | Джимми Смит                         |
| 1952      | с  | Городской тост                          | Toast of the Town                       | Ральф Кремден / бедняжка            |
| 1952—1958 | с  | Шоу Джеки Глисона                       | The Jackie Gleason Show                 | в роли самого себя                  |
| 1953—1954 | с  | Шоу Реда Скелтона                       | The Red Skelton Show                    | Реджинальд ван Глисон III           |
| 1953—1955 | с  | Первая студия                           | Studio One                              | дядя Эд / Сэм Уилер / Джерри Джайлс |
| 1955      | с  | —                                       | The Best of Broadway                    | Обри Пайпер                         |
| 1955      | с  | Программа Джека Бенни                   | The Jack Benny Program                  | в роли самого себя                  |
| 1955—1956 | с  | Новобрачные                             | The Honeymooners                        | Ральф Кремден                       |
| 1958      | с  | Театр 90                                | Playhouse 90                            | Джо                                 |
| 1960      | тф | —                                       | The Secret World of Eddie Hodges        | рассказчик / в роли самого себя     |
| 1961      | ф  | Мошенник                                | The Hustler                             | Толстяк Миннесота                   |
| 1962      | ф  | Жиго                                    | Gigot                                   | Жиго                                |
| 1962      | ф  | Реквием по тяжеловесу                   | Requiem for a Heavyweight               | Мейш Ренник                         |
| 1962—1966 | с  | Джеки Глисон: Журнал американской сцены | Jackie Gleason: American Scene Magazine | в роли самого себя                  |
| 1963      | ф  | Деликатное состояние папы               | Papa’s Delicate Condition               | Джек Гриффит                        |
| 1963      | ф  | Солдат под дождём                       | Soldier in the Rain                     | Максвелл Слотер                     |
| 1966      | с  | Боб Хоуп представляет                   | Bob Hope Presents the Chrysler Theatre  | Широкая Талия                       |
| 1968      | с  | Вот — Люси                              | Here’s Lucy                             | Ральф Кремден                       |
| 1968      | ф  | Смывайся!                               | Skidoo                                  | Тони Бэнкс                          |
| 1969      | ф  | Как вступить в брак                     | How to Commit Marriage                  | Оливер По                           |
| 1969      | ф  | Не пей воду                             | Don’t Drink the Water                   | Уолтер Холландер                    |
| 1970      | ф  | —                                       | How Do I Love Thee?                     | Стенли Вальц                        |
| 1975      | тф | —                                       | Three for Two                           | Фред / Херб / Майк                  |
| 1977      | ф  | Мистер Миллиард                         | Mr. Billion                             | Джон Катлер                         |
| 1977      | ф  | Полицейский и бандит                    | Smokey and the Bandit                   | шериф Бьюфорд Т. Джастис            |
| 1980      | ф  | Полицейский и бандит 2                  | Smokey and the Bandit II                | шериф Бьюфорд Т. Джастис            |
| 1982      | ф  | Игрушка                                 | The Toy                                 | Ю. С. Бейтс                         |
| 1983      | ф  | Афера 2                                 | The Sting II                            | Фарго Гондорфф                      |
| 1983      | ф  | Полицейский и бандит 3                  | Smokey and the Bandit Part 3            | шериф Бьюфорд Т. Джастис            |
| 1983      | тф | —                                       | Mr. Halpern and Mr. Johnson             | Эрнест Джонсон                      |
| 1985      | тф | Иззи и Мо                               | Izzy & Moe                              | Иззи Айнстайн                       |
| 1986      | ф  | Ничего общего                           | Nothing in Common                       | Макс Баснер                         |